# Chad Lowe
Charles Davis Lowe II (* 15. ledna 1968, Dayton, Ohio, Spojené státy americké) je americký herec a režisér. Je mladším bratrem herce Roba Lowe. Získal cenu Emmy za výkon ve vedlejší roli v seriálu Life Goes On jako mladý člověk žijící s HIV. Měl také opakující se role v ER, Melrose place a Now and Again. Lowe také hrál náměstka personálního šéfa v Bílém domě Reed Pollocka v šesté sezóně seriálu 24 hodin nebo Byrona Montgomeryho v populárním seriálu Prolhané krásky.

## Život a kariéra
Lowe se narodil v Daytonu ve státě Ohio jako syn učitelky Barbary Lynn Wilson (roz. Hepler, 1939–2003) a advokáta Charlesa Davise Lowe. Jeho rodiče se rozvedli, když byl Lowe mladý. Má staršího bratra, herce Roba Lowe, a dva bratry z druhých manželství svých rodičů, producenta Micaha Dyera (matky) a Justina Lowe (otce). Lowe byl pokřtěn v Episkopální církvi. Má německý, anglický, irský, skotský a velšský rodový původ. Lowe byl vychováván v „tradičním středozápadním prostředí“ v Daytonu, navštěvoval Oakwood Junior High School, než se se svou matkou a bratrem přestěhoval do oblasti Point Dume v Malibu v Kalifornii. Navštěvoval poté střední školu v Santa Monice, stejnou střední školu jako kolegové herci Emilio Estevez, Charlie Sheen, Sean Penn, Chris Penn a Robert Downey Jr.
Lowe začal svou hereckou kariéru v 80. letech, když se objevil v řadě televizních filmů. Hrál společně s Charliem Sheenem v televizním dramatu společnosti CBS Mlčení srdce v roce 1984. V roce 1988 hrál společně s Tommym Lee Jonesem a Robertem Urichem v televizním filmu Dubnové ráno, který zobrazoval bitvu u Lexingtonu v Americké válce za nezávislost. Poté hrál titulní postavu v krátkodobém sitcomu Spencerovi, který ale skončil po šesti epizodách. V letech 1991 až 1993 hrál v Life Goes On, za který získal v roce 1993 cenu Emmy v kategorii nejlepší mužský herecký výkon ve vedlejší roli.
Lowe měl vedlejší role v seriálech Melrose Place (1996–97), Popular (1999), Znovu na světě (1999–2000), Pohotovost (1997–2005), 24 hodin (2007) a hostující role v Touched by Angel (1998), Superman (1998), Kriminálka Miami (2003) a Medium (2005). Během let 2010 až 2017 hrál jednu z hlavních rolí seriálu Prolhané krásky. Během let 2017 až 2018 si zahrál v pěti dílech seriálu Supergirl roli Thomase Covilla.
Mimo to si zahrál ve filmech Vlastní krev (1989), Za hranicí zákona (1997), Nevěrná (2002), Vincentův svět (2015). V roce 2000 vystupoval jako ikonický zpěvák John Denver v televizním filmu Veď mě dále cesto má. Tento rok také napsal a režíroval krátký film The Audition.
V roce 2007 Lowe natočil svůj celovečerní režijní debut Beautiful Ohio. Režíroval také jednotlivé díly seriálů Sběratelé kostí, Bratři a sestry, Zákon a pořádek: Útvar pro zvláštní oběti, Taxík, Beze stopy, Prolhané krásky, Rodinka na kousky, Americká manželka nebo Záchranáři L. A..

## Osobní život
Během natáčení Tichých dnů v Hollywoodu se Lowe setkal s herečkou Hilary Swankovou. Svatbu měli 28. září 1997. 9. ledna 2006 ale oznámili Lowe a Swanková odloučení a v květnu 2006 svůj úmysl rozvést se. Rozvod byl dokončen 1. listopadu 2007.
19. ledna 2007 jeho zástupce oznámil, že Lowe se schází s producentkou Kim Painter. Jejich dcera Mabel Painter Loweová se narodila 16. května 2009 a 28. srpna 2010 se Lowe a Painterová při malém obřadu v Los Angeles vzali. Druhá dcera Fiona Hepler Loweová se jim narodila dne 15. listopadu 2012 (Hepler bylo rodné jméno matky Loweho) a dne 18. března 2016 se jim narodila třetí dcera Nixie Barbara Loweová.